# El Amath Sow
Pour les articles homonymes, voir Sow.
El Amath Sow est un taekwondoïste sénégalais.

## Carrière
El Amath Sow remporte une médaille de bronze aux Jeux africains de 1995 à Harare ainsi qu'une médaille d'argent aux championnats d'Afrique 1996 à Johannesbourg dans la catégorie des moins de 50 kg.